# Schellen (Farbe)

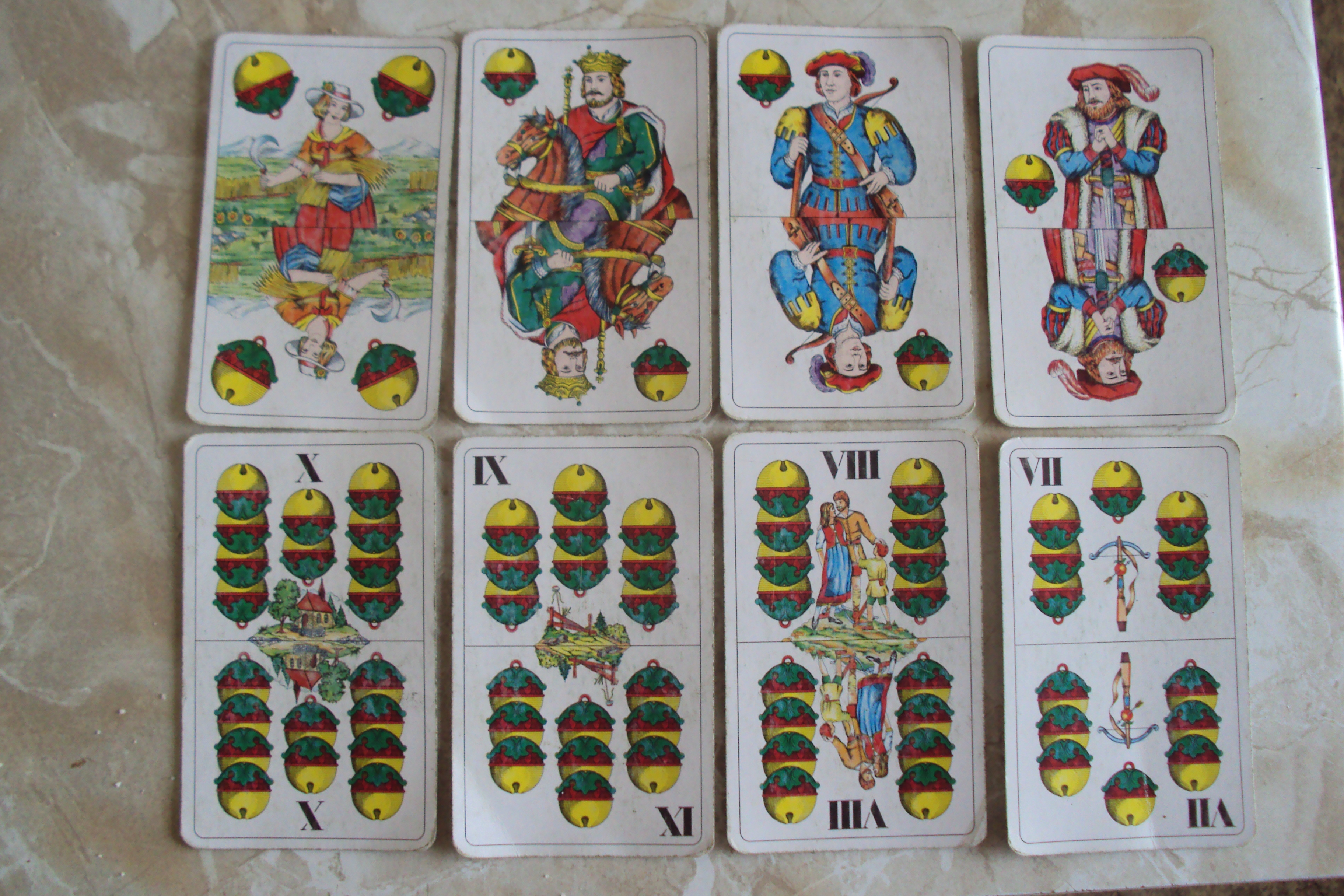
Beispiel für Schellen

Schellen (Kurzform: Schell) ist eine Kartenfarbe im deutschen Blatt, welche einen klassischen Klangkörper, die Schelle, darstellt, wie sie zum Beispiel noch heute in der Schwäbisch-alemannischen Fastnacht von Hästrägern gezeigt werden. 
Ihr entspricht Karo im französischen Blatt. Sie ist die niedrigste Spielfarbe beim Skat, Schafkopf und Doppelkopf, aber die zweithöchste bei Préférence.
Die Schellen 7, in Südtirol und Österreich die Schellen 6, (Belle, Weli) ist der zweithöchste Trumpf beim Watten.